# Michał Płotka
Michał Płotka (11 giugno 1988) è un ex calciatore polacco, di ruolo difensore.

## Carriera

### Club
Debutta con l'Arka Gdynia e in Ekstraklasa, il 10 agosto 2008 nel pareggio casalingo per 1-1 contro lo Jagiellonia Białystok.
Segna l'unico gol in carriera l'8 settembre 2007 nelle file del Motor Lublino nel pareggio fuori casa per 3-3 contro il Warta Poznań.

### Nazionale
Debutta in Nazionale Under-21 il 9 ottobre 2009 nella vittoria fuori casa per 0-5 contro la Nazionale Under-21 del Liechtenstein.

## Statistiche

### Cronologia presenze e reti in Nazionale
| Cronologia completa delle presenze e delle reti in nazionale ― Polonia under 21 | Cronologia completa delle presenze e delle reti in nazionale ― Polonia under 21 | Cronologia completa delle presenze e delle reti in nazionale ― Polonia under 21 | Cronologia completa delle presenze e delle reti in nazionale ― Polonia under 21 | Cronologia completa delle presenze e delle reti in nazionale ― Polonia under 21 | Cronologia completa delle presenze e delle reti in nazionale ― Polonia under 21 | Cronologia completa delle presenze e delle reti in nazionale ― Polonia under 21 | Cronologia completa delle presenze e delle reti in nazionale ― Polonia under 21 |
| Data                                                                            | Città                                                                           | In casa                                                                         | Risultato                                                                       | Ospiti                                                                          | Competizione                                                                    | Reti                                                                            | Note                                                                            |
| ------------------------------------------------------------------------------- | ------------------------------------------------------------------------------- | ------------------------------------------------------------------------------- | ------------------------------------------------------------------------------- | ------------------------------------------------------------------------------- | ------------------------------------------------------------------------------- | ------------------------------------------------------------------------------- | ------------------------------------------------------------------------------- |
| 9-10-2009                                                                       | Eschen                                                                          | Liechtenstein under 21                                                          | 0 – 5                                                                           | Polonia under 21                                                                | Qual. Euro 2011                                                                 | -                                                                               |                                                                                 |
| 7-9-2010                                                                        | Grodzisk Wielkopolski                                                           | Polonia under 21                                                                | 0 – 1                                                                           | Spagna under 21                                                                 | Qual. Euro 2011                                                                 | -                                                                               |                                                                                 |
| Totale                                                                          |                                                                                 | Presenze                                                                        | 2                                                                               |                                                                                 | Reti                                                                            | 0                                                                               |                                                                                 |